# Señal violeta
Señal violeta

## El aspecto violeta

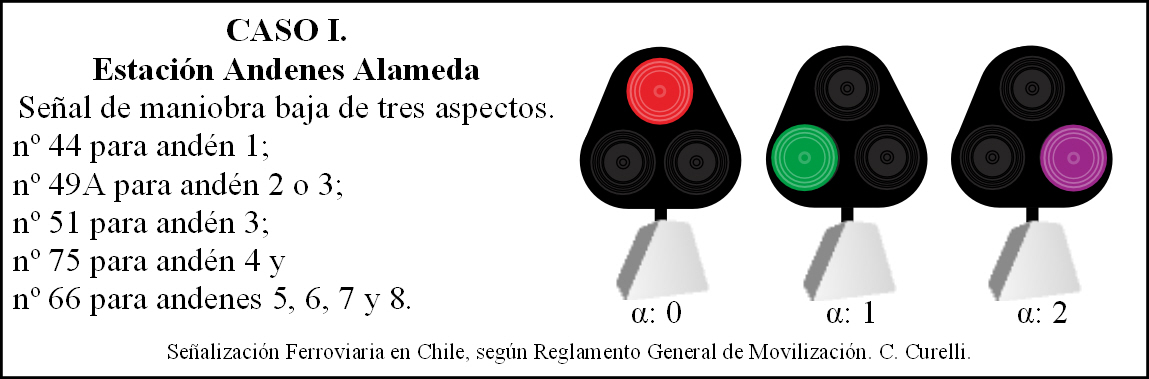

El aspecto azul-violeta o simplemente violeta, es menos usado en la señalización ferroviaria, no obstante, en muchos casos es necesario incorporar un nuevo aspecto aumentando los aspectos típicos verde, amarillo y rojo disponibles en un sistema de señales.
En Chile, el aspecto violeta encontró uso de acuerdo a las normas del  Reglamento General De Movilización Para Toda La Red (RGM) hasta su última edición de 1987.
El aspecto violeta se podía encontrar definido por el RGM y su anexo A (sistema señalizado eléctrico SSE) en dos usos:
- a bordo de los trenes como parte de la señalización nocturna de la “última pieza” o último vagón de un tren, generalmente, de pasajeros, en la parte visible para el maquinista.
- en señales fijas del sistema SSE.

En el presente se tratará del segundo caso.

## Definición según RGM
En su artículo 18 define la interpretación del aspecto violeta como “marcha a velocidad restringida, máxima precaución”. En orden de restrictividad esta definición pone al violeta como segundo después del rojo y antes del amarillo.

Así, el violeta puede considerarse el aspecto más restrictivo entre los permisivos.

## Uso del aspecto violeta en elAnexo A Sistema Señalizado Eléctrico del RGM
La “Señalización Eléctrica” descrita en el anexo A al RGM, en su edición de 1961, prescribe el uso de la señales fijas con aspecto violeta en casos específicos, dónde es necesario precisar una especial condición de riesgo agravado en la circulación.

### Caso I: estación Andenes Alameda

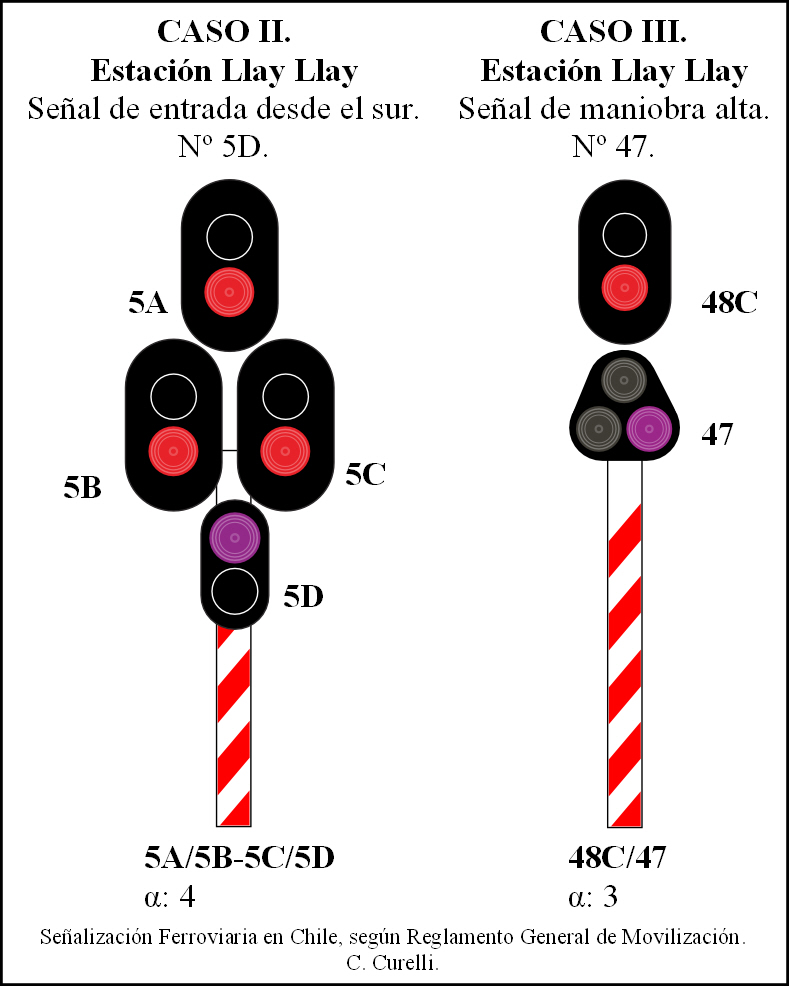

Señales de maniobra bajas de tres aspectos (rojo, verde y violeta) con linternas en disposición triangular. Se trata de la última señal de maniobra que encuentra un tren ingresando a los andenes. El aspecto violeta autorizaba ingreso al andén respectivo advirtiendo además que el andén se encontraba ocupado. La señal n.º 44 para andén 1; la señal n.º 49A para andén 2 o 3; la señal n.º 51 para andén 3; la señal n.º 75 para andén 4 y la señal n.º 66 para andenes 5, 6, 7 y 8.

### Caso II: estación LlayLlay
Señal de maniobra alta n.º 5D de dos aspectos (rojo y violeta) con linternas en disposición vertical. Ubicada en señal de principal de entrada a Llay Llay desde el sur n.º 5A/5B-5C/5D. El aspecto violeta autorizaba ingreso a casa de máquinas.

### Caso III: estación LlayLlay
Señal de maniobra alta n.º 47 de tres aspectos (rojo, verde y violeta) con linternas en disposición triangular. Ubicada en el mismo poste de la señal principal n.º 48C/47 en la punta del cambio de acceso a desvío Ucuquer. El aspecto violeta autorizaba el avance por dicho línea desvío particular.

### Caso IV: estación Yungay

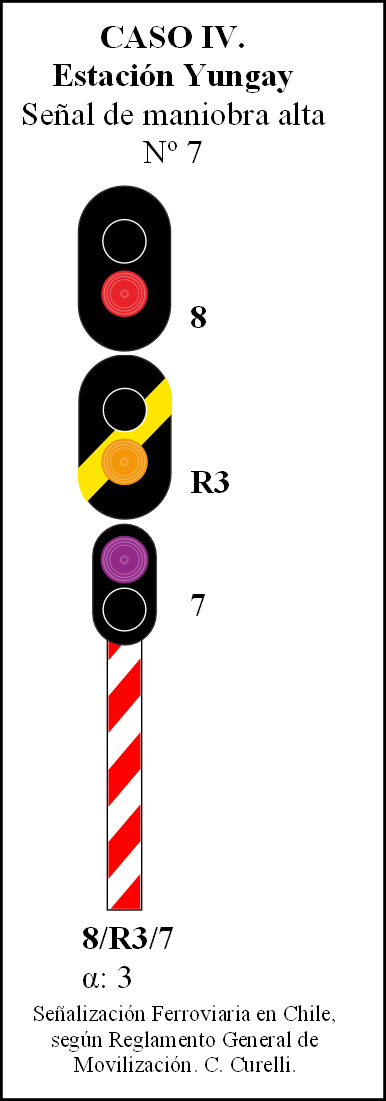

Señal de maniobra alta n.º 7 de dos aspectos (rojo y violeta) con linternas en disposición vertical. Ubicada en señal n.º 8/R3/7 principal de avance desde vía Principal Oriente a vía Andenes Yungay. El aspecto violeta autorizaba a avanzar desde vía Principal Oriente hacia Andén Yungay, aunque éste se encontrara ocupado.
Aspecto violeta en señales especiales.

### Caso V: estación Andenes Alameda

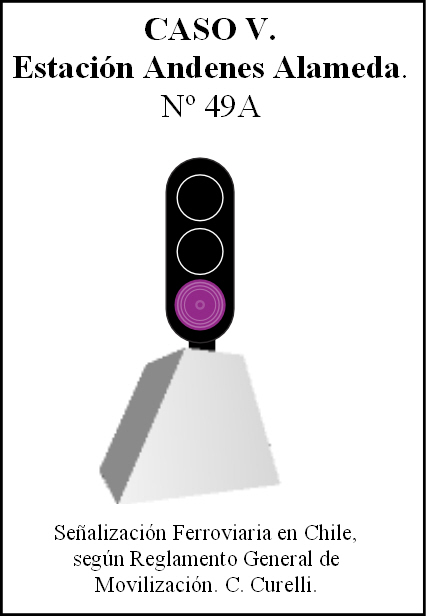

Señal de maniobra baja de tres aspectos (rojo, verde y violeta) con linternas en disposición vertical. Se trata de un caso especial de señal de maniobra. El aspecto violeta autorizaba ingreso a andén 2 o 3 aun cuando estuvieran ocupados los andenes o los circuitos vía de tránsito a ellos.

### Caso VI: estación Andenes Alameda

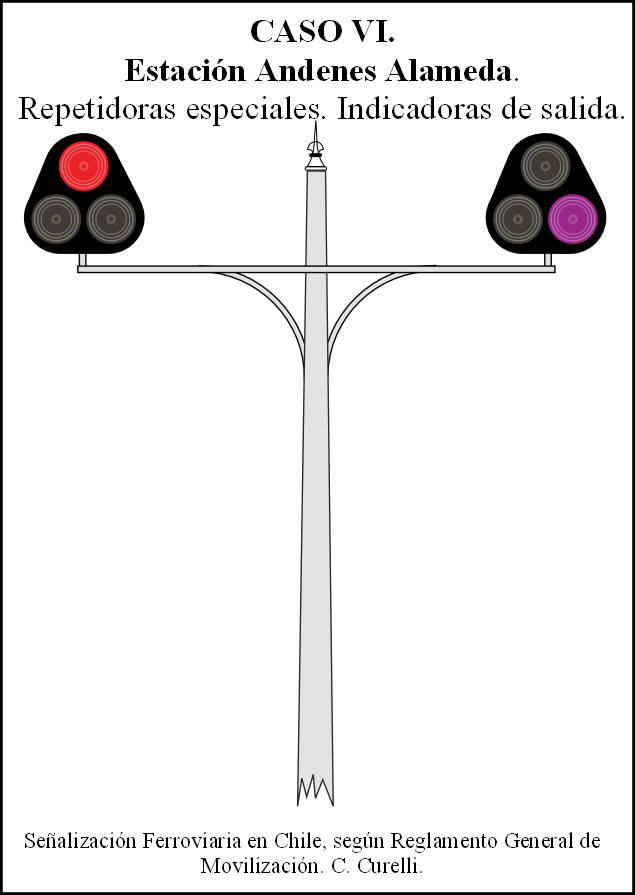

Señal repetidora especial de tres aspectos (rojo, verde y violeta) con linternas en disposición triangular. Repetían las señales de salida desde los andenes 1 al 6. Ubicadas postes marcos en la primera mitad de los andenes 1 al 6 visibles desde los topes. El aspecto violeta repetía las señales de salida a libre, ya sea principal o de maniobra, cuando la segunda mitad del andén, esto es, cuando entre la repetidora y la señal de salida, la vía se encontraba ocupada.
Se podían verificar dos casos de ocupación de la vía entre la repetidora y la señal de salida:
- Por el mismo tren, cuando el tren era más largo que la primera mitad del andén. En este caso el aspecto violeta era visible por el conductor del tren ubicado en la cola del mismo, e indicaba que el tren se encontraba autorizado para salir a fin de que el conductor diera la partida.
- Por otro tren. En este caso la señal era visible para el maquinista del tren que estaba en segundo lugar esperando salida desde el mismo andén. El aspecto violeta indicaba en este caso, al maquinista que debía permanecer detenido en espera de la desocupación de la sección de vía andén que tenía por delante, ya que la señal de salida estaba a libre para autorizar la salida al primer tren.

## Interpretación
El aspecto violeta siempre y sin excepción indica autorización para ejecutar un movimiento de maniobra. Indica una condición de riesgo agravado o máxima precaución. En el caso hipotético que el aspecto violeta se encontrara en una señal principal, el aspecto violeta conferiría temporalmente el carácter de señal maniobra a la señal principal. (Esto en virtud del principio de predominancia del carácter más restrictivo).
La señal de maniobra cuando presenta un aspecto permisivo, cualquiera este sea, siempre autoriza exclusivamente movimiento de maniobra.
Movimiento de maniobra es aquel que se autoriza sobre vías respecto de las cuales no existe garantía de la desocupación. Esto implica que:
- debe efectuarse marcha a la vista
- el maquinista debe estar preparado para detenerse ante cualquier obstáculo.[nota 5]

El movimiento de maniobra debe preverse en los sistemas de señalización ya que, si bien una vía, o parte de ella, puede en un punto estar ocupada u obstruida, puede ser necesario permitir la circulación de trenes hasta el punto de la ocupación u obstrucción. Por ejemplo, una locomotora debe poder acceder a vía ocupada para acoplar equipo detenido; un tren de trabajo debe poder acercarse por una vía obstruida hasta el punto de un derrumbe u otro accidente, etc.

### Diferencias entre los aspectos de una señal de maniobra
Una señal de maniobra puede presentar más de dos aspectos permisivos con el objeto de agregar información al aspecto permisivo de base antes descrito.
Ejemplo de señales de maniobra de tres aspectos:

#### Señal de maniobra con aspectos rojo, verde y amarillo
- el aspecto verde, además de la interpretación de base, indica que la próxima señal se encuentra también a libre.
- el aspecto amarillo, además de la interpretación de base, indica que la próxima señal se encuentra a peligro.

#### Señal de maniobra con aspectos rojo, verde y violeta
- el aspecto verde, impone la interpretación de base. (indica además que no existe la condición de riesgo agravado prevista).
- el aspecto violeta, además de la interpretación de base, advierte sobre una condición de riesgo agravada prevista para el caso. La maniobra se ejecutará sobre una línea que se encuentra obstaculizada.

En este caso el aspecto violeta indica que antes de una próxima señal de encontrará vía ocupada (por equipo) u obstruida (caso de líneas muertas o troncas).
Consecuentemente el aspecto violeta impone una detención diferida, esto es, difiere la detención desde frente a la señal a un punto una vez sobre pasada la misma. Este caso es asimilable a las señales no absolutas. Por ejemplo: señal de segunda categoría (Italia), Disco (Francia), etc.